# Соревнования военных патрулей на зимних Олимпийских играх 1924
На I зимних Олимпийских играх 1924 года соревнования военных патрулей проходили как демонстрационные, тем не менее, позже участникам этих соревнований были вручены комплекты медалей. Соревнования проходили 29 января 1924 года с 8:40 до 13:15 часов по местному времени. Из-за плохих погодных условий только четыре команды из шести смогли закончить гонку. Остальные вынуждены были сняться с соревнований.

## Медальный зачёт
| Позиция | Страна    | Золото | Серебро | Бронза | Общее число медалей |
| ------- | --------- | ------ | ------- | ------ | ------------------- |
| 1       | Швейцария | 1      | 0       | 0      | 1                   |
| 2       | Финляндия | 0      | 1       | 0      | 1                   |
| 3       | Франция   | 0      | 0       | 1      | 1                   |

## Итоги
| Место | Страна       | Спортсмен                                                                | Стрельба | Штраф (мин.сек.) | Время   |
| ----- | ------------ | ------------------------------------------------------------------------ | -------- | ---------------- | ------- |
| 1     | Швейцария    | Дени Воше Антуан Жюльен Альфонс Жюльен Адольф Ауфденблаттен              | 8        | 4.00             | 4:00.06 |
| 2     | Финляндия    | Вяйнё Бремер Август Эскелинен Хейкки Хирвонен Мартти Лаппалайнен         | 11       | 5.30             | 4:05.40 |
| 3     | Франция      | Камиль Мандрийон Жорж Берте Морис Мандрийон Андре Вандель                | 2        | 1.00             | 4:19.53 |
| 4     | Чехословакия | Карел Бухта Йосеф Бим Богуслав Йосифек Ян Миттлогнер                     | 5        | 2.30             | 4:22.24 |
| DNF   | Италия       | Пьетро Денте Гоффредо Ладжер Альбино Бик Па́оло Франкья                   | -        | -                | -       |
| DNF   | Польша       | Збигнев Вуицицкий Степан Витковский Станислав Хробак Станислав Кондзёлка | -        | -                | -       |